# Ronde van Frankrijk 2007/Derde etappe
De derde etappe van de Ronde van Frankrijk 2007 werd verreden op 10 juli 2007 tussen Waregem en Compiègne over een afstand van 236,5 kilometer. Het was de langste etappe van de hele Tour en bracht het peloton, na Engeland en België te hebben aangedaan, weer terug in Frankrijk. De finish lag in Compiègne, waar ook jaarlijks de start van Parijs-Roubaix is. Hoewel het peloton een deel van de route van deze klassieker aandeed, kwam het peloton onderweg slechts 1 korte kasseistrook tegen, vlak voor de laatste kilometer. Ook trok het peloton door Fontaine-au-Bois, het geboortedorp van oud-Tourdirecteur Jean-Marie Leblanc.

## Verloop
Twee Franse renners, Nicolas Vogondy en Matthieu Ladagnous, vormden de vlucht van de dag en kregen een grote voorsprong die aan de grens dertien minuten bedroeg.
Het peloton deed het opmerkelijk rustig aan en hetzelfde gold voor de vluchters. Het gemiddelde was nauwelijks 30 kilometer per uur en het zag er dus naar uit dat het nog wel even zou duren voor de finish bereikt zou worden.
De voorsprong lag erg lang rond de vijf minuten, in de laatste 70 km ging het tempo eindelijk wat omhoog en de voorsprong liep terug. Met nog 60 kilometer te gaan demarreerden Frederik Willems en Stéphane Augé uit het peloton. Zij vonden tien kilometer later de aansluiting met de koplopers. Op dat moment was het verschil tussen het peloton en de kopgroep al teruggelopen tot twee en een halve minuut. Augé ging het vooral om de bergtrui, waarvoor hij slechts 1 punt hoefde te halen op de Blérancourt. Daar pakte Augé er drie en zo verzekerde hij zich van de bolletjestrui.

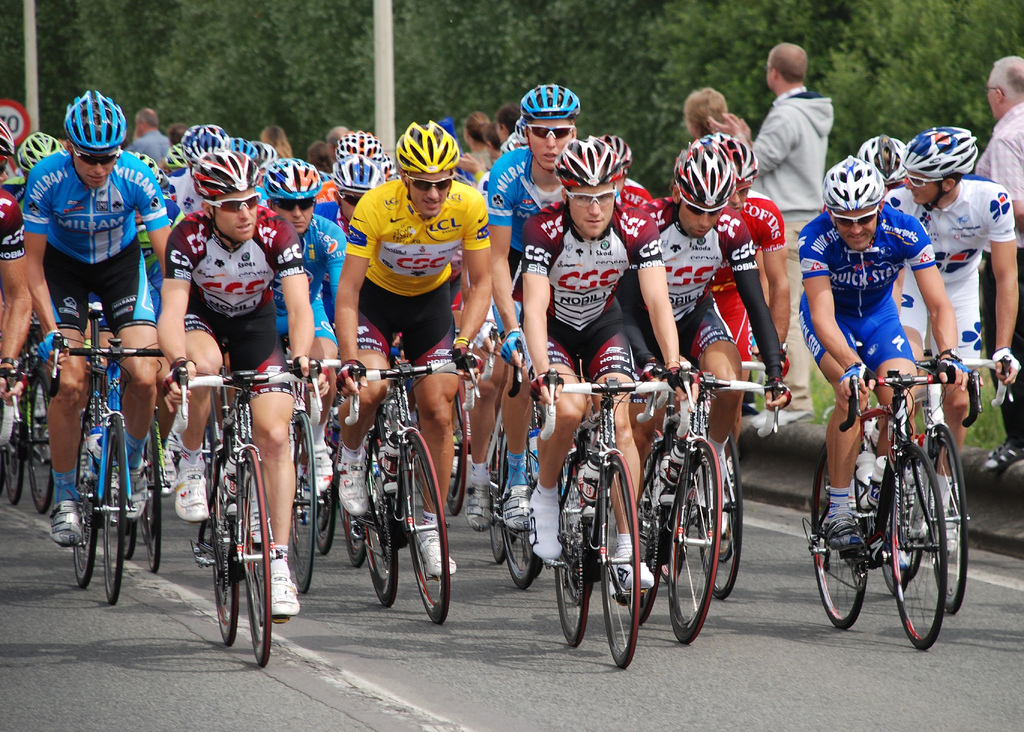

De laatste twintig kilometer werden een spannende strijd tussen de vier koplopers en het peloton. Op 10 kilometer was het verschil nog iets minder dan anderhalve minuut, maar het tempo in het peloton lag een stuk hoger. In de kopgroep was de samenwerking niet altijd even goed, zo ging Willems in de aanval. De kopgroep werd in de laatste kilometer ingerekend, maar tot een sprint kwam het niet. Fabian Cancellara ging er in het geel vandoor en haalde het, voor de sprintende meute onder leiding van Erik Zabel. Cancellara pakte zo zijn tweede ritzege en verstevigde zijn leiderspositie in de algemene stand.

### Tussensprints
| Tussensprint Doornik na 33.5 km |                    |        |
| Plaats                          | Naam               | Punten |
| Winnaar                         | Nicolas Vogondy    | 6      |
| 2                               | Matthieu Ladagnous | 4      |
| 3                               | Mikel Astarloza    | 2      |

| Tussensprint Fontaine-au-Bois na 104 km |                    |        |
| Plaats                                  | Naam               | Punten |
| Winnaar                                 | Matthieu Ladagnous | 6      |
| 2                                       | Nicolas Vogondy    | 4      |
| 3                                       | Romain Feillu      | 2      |

| Tussensprint Achery na 167.5 km |                    |        |
| Plaats                          | Naam               | Punten |
| Winnaar                         | Nicolas Vogondy    | 6      |
| 2                               | Matthieu Ladagnous | 4      |
| 3                               | Mikel Astarloza    | 2      |

### Bergsprints
| Beklimming Côte de Blérancourt na 202.5 km | Beklimming Côte de Blérancourt na 202.5 km | Beklimming Côte de Blérancourt na 202.5 km | 4e cat. 1.0 km à 4.6 % | 4e cat. 1.0 km à 4.6 % |
| Plaats                                     | Naam                                       | Naam                                       | Punten                 |                        |
| Winnaar                                    | Stéphane Augé                              | Stéphane Augé                              | 3                      |                        |
| 2                                          | Matthieu Ladagnous                         | Matthieu Ladagnous                         | 2                      |                        |
| 3                                          | Frederik Willems                           | Frederik Willems                           | 1                      |                        |

## Uitslag
| rang | renner            | land                | ploeg                  | tijd       |
| ---- | ----------------- | ------------------- | ---------------------- | ---------- |
| 1    | Fabian Cancellara | Zwitserland         | Team CSC               | 6u 36' 15" |
| 2    | Erik Zabel        | Duitsland           | Team Milram            | z.t.       |
| 3    | Danilo Napolitano | Italië              | Lampre - Fondital      | z.t.       |
| 4    | Tom Boonen        | België              | Quickstep - Innergetic | z.t.       |
| 5    | Robert Hunter     | Zuid-Afrika         | Barloworld             | z.t.       |
| 6    | Robert Förster    | Duitsland           | Team Gerolsteiner      | z.t.       |
| 7    | Robbie McEwen     | Australië           | Predictor - Lotto      | z.t.       |
| 8    | Bernhard Eisel    | Oostenrijk          | T-Mobile Team          | z.t.       |
| 9    | Mark Cavendish    | Verenigd Koninkrijk | T-Mobile Team          | z.t.       |
| 10   | Heinrich Haussler | Duitsland           | Team Gerolsteiner      | z.t.       |

## Trivia
- De Tourdirectie had uitgerekend dat de renners als ze het traagste schema hadden gevolgd, aan zouden komen om 17:40. De uiteindelijke aankomst was een uur later, om 10 over half 7.